# 東町 (高崎市)
東町（あずまちょう）は、群馬県高崎市の地名。郵便番号は370-0045。面積は0.2km2(2012年現在)

## 地理
高崎駅東口の北側に位置している。

## 歴史
1935年からの地名である。1935年までは高崎市の一部で、旧赤坂町字中沖にあたる地域である。成立当時は高崎市の東端に位置した。

### 年表
- 1889年（明治22年）4月1日 町制施行で高崎町の町名となる。
- 1900年（明治33年）4月1日 市制施行で高崎町は高崎市となる。
- 1935年（昭和10年）赤坂町字中沖から独立し、高崎市の町名となる。

## 世帯数と人口
2017年（平成29年）8月31日現在の世帯数と人口は以下の通りである。
| 町丁 | 世帯数  | 人口    |
| ---- | ------- | ------- |
| 東町 | 587世帯 | 1,245人 |

## 小・中学校の学区
市立小・中学校に通う場合、学区は以下の通りとなる。
| 番地 | 小学校             | 中学校             |
| ---- | ------------------ | ------------------ |
| 全域 | 高崎市立城東小学校 | 高崎市立高松中学校 |

## 交通

### 鉄道
同町に鉄道駅はない。

### 道路
国道は通っていない。県道は群馬県道12号前橋高崎線が通っている。

## 施設
- 高崎地方合同庁舎
- 前橋地方法務局高崎支局